# Syiate
Sayyi'ât (siyate en arabe dialectal) est un mot arabe au pluriel qui signifie « mauvaises actions, méchancetés, péchés » — au singulier, sayyi'a; arabe: سَيّئة سَيِّئات),. Dans l'islam, il relève de la comptabilisation des mauvaises actions que l'on commet dans une vie, comme le meurtre, le vol, le colportage de fausses informations sur des gens (musulmans ou non), etc. Les mauvaises actions sont comptabilisées et, après la mort, elles sont pesées, tout comme les bonnes actions (hassanates). Selon ce qui l'emporte dans cette pesée, le défunt sera conduit vers le Jannah (nom du Paradis dans le Coran) ou vers le Jahannam ou Géhenne (nom de l'Enfer dans le Coran).
Dans la sourate 5, verset 12, Allah déclare à ceux qui ont fait la prière, l'aumône, qui ont cru dans ses prophètes, « Moi, en vérité, je suis avec vous (...) si vous faites à Dieu un beau prêt. J'effacerai alors vos mauvaises actions (sayyi'ât-kum) et je vous introduirai dans des Jardins où coulent les ruisseaux. »